# L'Ombre et la Proie
Pour les articles homonymes, voir La Proie et l'Ombre (homonymie).
Pour plus de détails, voir Fiche technique et Distribution.
L'Ombre et la Proie ou Le fantôme et les ténèbres au Québec (The Ghost and the Darkness) est un film américain réalisé par Stephen Hopkins et sorti en 1996. Il s'inspire d'un fait réel survenu en 1898 avec des lions du Tsavo.

## Synopsis
En 1898, l'ingénieur britannique John Henry Patterson quitte Londres pour l'Afrique. 
Patterson est chargé par Beaumont, patron d'une compagnie de chemin de fer, de la construction d'un pont ferroviaire qui enjambera la rivière Tsavo, entre Mombasa et le  lac Victoria. Il ne dispose que de cinq mois pour l'achever et ainsi damer le pion à l'Allemagne et à la France qui veulent aussi s'étendre sur le continent.
John laisse son épouse Helena, enceinte, lui promettant de revenir en Angleterre pour la naissance de leur enfant.
À peine arrivé, Patterson gagne le respect de ses ouvriers en tuant un lion mangeur d'hommes d'une seule balle. Mais une nuit, le contremaître Mahina est tiré hors de sa tente avant d'être retrouvé dévoré. Le lendemain, un autre corps est retrouvé à l'opposé du camp. Puis deux lions pénètrent dans le chantier en plein jour et tuent un autre ouvrier ainsi que le superviseur, Angus Starling. 
Commence alors une longue série d'attaques : les deux lions féroces et insaisissables, baptisés « Fantôme et Ténèbres » (The Ghost and the Darkness) selon une vieille légende africaine, vont massacrer plus d'une cinquantaine d'hommes. Terrorisés, les ouvriers abandonnent bientôt le chantier.
Avec l'aide du célèbre chasseur Remington, et de ses guerriers Maasaï, Patterson va alors traquer les fauves pour pouvoir mener sa mission à bien.

## Fiche technique
- Titre original : The Ghost and the Darkness
- Titre français : L'Ombre et la Proie
- Titre québécois : Le fantôme et les ténèbres
- Réalisation : Stephen Hopkins
- Scénario : William Goldman
- Photographie : Vilmos Zsigmond
- Costumes : Ellen Mirojnick
- Musique : Jerry Goldsmith
- Dresseur de lions : Thierry Le Portier
- Production : Grant Hill, Michael Douglas et Paul Radin
- Sociétés de production : Paramount Pictures, Constellation Films et Douglas/Reuther Productions
- Société de distribution : Paramount Pictures
- Budget : 55 000 000 $[1]
- Pays de production :  États-Unis
- Langue originales : anglais
- Format : couleurs (DeLuxe) — son Dolby Digital
- Durée : 109 minutes
- Genre : drame, historique, aventures
- Dates de sortie :
  - États-Unis: 11 octobre 1996
  - France : 12 février 1997
- Classification :
  - États-Unis : R (Restricted) (certificat #33990 ; violence et sang dans les attaques par les animaux)

## Distribution
- Val Kilmer (VF : Emmanuel Jacomy) : le colonel John Henry Patterson
- Michael Douglas (VF : Patrick Floersheim) : Charles Remington
- John Kani (VF : Daniel Kamwa) : Samuel
- Brian McCardie (en) (VF : Laurent Morteau) : Angus Starling
- Bernard Hill (VF : Michel Castelain) : Dr David Hawthorne
- Tom Wilkinson (VF : Georges Berthomieu) : Robert Beaumont
- Emily Mortimer (VF : Kaline Carr) : Helena Patterson
- Om Puri (VF : Saïd Amadis) : Abdullah
- Henry Cele (VF : Richard Darbois) : Mahina

## Production

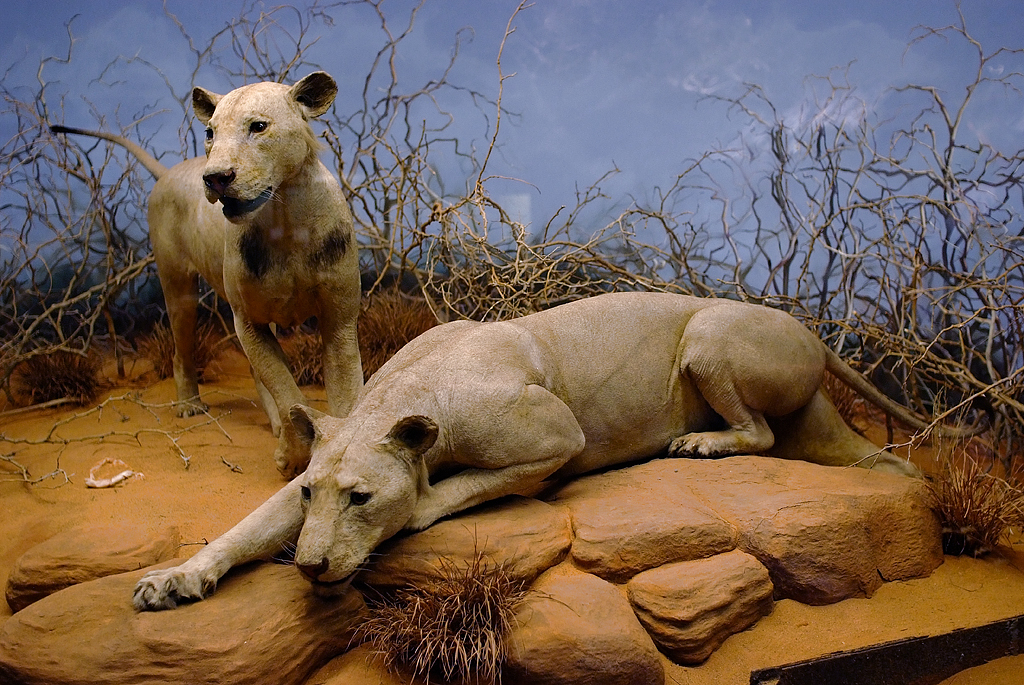
Les lions du Tsavo

### Genèse, développement et distribution des rôles
L'Ombre et la Proie est basé sur la véritable histoire des deux lions du Tsavo, qui ont tué au moins 35 personnes (près de 100 ouvriers de plus selon certaines sources) près d'un chantier ferroviaire en Afrique. Ce fait a été raconté, sur les conseils du président Theodore Roosevelt, par le soldat et chasseur britannique John Henry Patterson dans son livre « Les Mangeurs d'homme de Tsavo » (1907). Les dépouilles des lions dont Patterson avait fait ses descentes de lit, sont toujours conservées au Musée Field de Chicago, dans l'Illinois.
William Goldman a entendu l'histoire de ces deux lions pour la première fois lors d'un voyage en Afrique en 1984, et pensa immédiatement que cela pourrait donner un bon scénario. En 1989, il présente son projet de film à la Paramount comme un croisement entre Lawrence d’Arabie et Les Dents de la mer, et le studio lui commande donc un script à livrer pour 1990,. Le scénariste dit à propos des deux lions : « Mon sentiment particulier est qu'ils étaient le Mal. [...] Je crois que durant ces neuf mois que durèrent les attaques, le Mal était tout bonnement sorti des entrailles du Tsavo. »
Son script prend des libertés notamment avec le témoignage de Patterson, en introduisant un grand chasseur américain du nom de Charles Remington. Ce personnage, fictif, est basé sur le fameux chasseur anglo-indien Charles H. Ryall, le Chef de la police ferroviaire. Dans les premières moutures du script, le personnage était appelé « Redbeard » (soit « Barbe Rouge »), et Goldman indiqua que son utilité dans l'histoire était de créer un personnage imposant qui pourrait être tué par les lions, faisant ainsi de Patterson le courageux héros ; Goldman indique aussi qu'il aurait aimé que celui-ci soit interprété par Burt Lancaster.
D'après le scénariste William Goldman, Kevin Costner exprime son intérêt pour jouer Patterson et Brian De Palma, qui l'a dirigé dans Les Incorruptibles, est envisagé comme réalisateur. Cependant, il sortait de l'échec cuisant du Bûcher des vanités. Paramount préfère cependant Tom Cruise à Kevin Costner. Cela ralentit le projet jusqu'à ce que Michael Douglas le rejoigne, avec son partenaire Steven Reuther au sein de Constellation Films. L'acteur-producteur voit alors dans le scénario un « incroyable thriller se basant sur des faits réels ». Il décide alors de le produire et Stephen Hopkins est choisi comme réalisateur. Le studio avait avant lui envisagé Michael Mann et Kenneth Branagh.
Val Kilmer, tout juste sorti de la production de Batman Forever, aimait se rendre fréquemment en Afrique et exprime son enthousiasme pour le script, ce qui permet en partie le financement.
Le rôle de Remington est initialement proposé à Sean Connery et Anthony Hopkins, qui le refusent. Les producteurs envisagent Gérard Depardieu avant que Michael Douglas décide de le jouer lui-même. Stephen Hopkins a avoué plus tard que cette décision imposée ne lui avait guère plu.
Il s'agit du premier long métrage de l'actrice Emily Mortimer.

### Tournage
Le tournage a lieu dans la réserve Songimvelo en Afrique du Sud, et dans le parc national de Tsavo East au Kenya.
Les guerriers Maasaï du film sont joués par des acteurs Sud-Africains, bien que durant la scène de chasse de vrais Maasaï sont utilisés par la production.
Dans le film, les lions portent une crinière pour des raisons esthétiques. Or les véritables bêtes tuées par Patterson en étaient dépourvues, ce qui est une caractéristique des lions du Tsavo. Les lions de la production étaient nommés Caesar et Bongo et appartenaient au zoo de Bowmanville au Canada. Ils apparaissent également dans le film George de la jungle (1997). Une seule scène utilise un lion en animatronique.

### Montage
Les relations sont tendues durant la production entre le réalisateur et l'acteur-producteur Michael Douglas. Ce dernier fera re-monter le film et supprimera 45 minutes du film pour se focaliser sur les scènes où il apparaît. Stephen Hopkins sera très mécontent du final cut.

### Musique
La musique du film est composée par Jerry Goldsmith. Le film contient également des chants Africains et Indiens (Safari Ya Bamba, Hamara Haath, Terere Obande, Iye Oyeha).

## Accueil

### Critiques
Le film reçoit des critiques mitigées. Sur l'agrégateur américain Rotten Tomatoes, il récolte 51 % d'opinions favorables pour 51 critiques et une note moyenne de 5,4⁄10. Le consensus suivant résume les critiques compilées par le site : « L'Ombre et la Proie atteint sa cible en tant qu'aventure pleine de suspense, mais il tombe dans un piège de sa propre fabrication chaque fois qu'il atteint une profondeur surnaturelle. »
Roger Ebert a déclaré que le film « était si horrible qu'il n'avait pas le charme habituel d'être si mauvais qu'il était drôle » ajoutant que c'était « une aventure africaine qui donne aux films de Tarzan un aspect subtil et réaliste ». Le célèbre critique place le film parmi les pires films longs métrages sortis en 1996. À l'inverse, David Richard Ellis liste le film à la 8e place du Top 10 Animal Horror Movies évoqué durant la promotion de son film Shark 3D (2011).
Le réalisateur Stephen Hopkins déclare dans une interview en 1998 que ce film « était un gâchis… je n'ai pas pu le regarder. »

### Box-office
| Pays ou région    | Box-office      | Date d'arrêt du box-office | Nombre de semaines |
| ----------------- | --------------- | -------------------------- | ------------------ |
| États-Unis Canada | 38 619 405 $    | -                          | -                  |
| France            | 391 369 entrées |                            | -                  |
| Total mondial     | 76 296 687 $    | -                          | -                  |

## Distinctions
- Primé aux Academy Awards de 1997 d'un Oscar du meilleur son (Best Effects, Sound Effects Editing) en faveur de Bruce Stambler
- Nomination à l'American Society of Cinematographers en 1997 pour l'ensemble de la réalisation (Outstanding Achievement in Cinematography in Theatrical Releases) en faveur de Vilmos Zsigmond
- Nomination aux Razzie Awards en 1997 pour l'acteur dans un premier rôle  (Worst Supporting Actor) attribué à Val Kilmer (ainsi que pour L'Île du docteur Moreau - The Island of Dr Moreau 1996).